# سرایت اجتماعی
سرایت اجتماعی (انگلیسی: Social contagion)، شامل رفتار، احساسات، یا شرایطی است که به‌طور خود به خود از طریق یک گروه یا شبکه اجتماعی پخش می‌شود. این پدیده از اواخر قرن نوزدهم توسط دانشمندان علوم اجتماعی مورد بحث قرار گرفته است، اگرچه بسیاری از کارها در مورد این موضوع بر اساس مفاهیم نامشخص یا حتی متناقض از چیستی سرایت اجتماعی است، بنابراین تعاریف دقیق متفاوت است. برخی از محققان گسترش برنامه‌ریزی نشده ایده‌ها را از طریق یک جمعیت به‌عنوان سرایت اجتماعی در نظر می‌گیرند، اگرچه برخی دیگر ترجیح می‌دهند آن را به عنوان میمتیک طبقه‌بندی کنند. عموماً سرایت اجتماعی جدا از رفتار جمعی است که ناشی از تلاش مستقیم برای اعمال نفوذ اجتماعی است.